# Arrondissement Briey
Arrondissement Briey je správní územní jednotka ležící v departementu Meurthe-et-Moselle v regionu Grand Est ve Francii. Člení se dále na 6 kantonů a 130 obcí.

## Kantony
od roku 2015:
- Jarny
- Longwy
- Mont-Saint-Martin
- Pays de Briey
- Pont-à-Mousson (část)
- Villerupt

před rokem 2015:
- Audun-le-Roman
- Briey
- Chambley-Bussières
- Conflans-en-Jarnisy
- Herserange
- Homécourt
- Longuyon
- Longwy
- Mont-Saint-Martin
- Villerupt